# Магомедов Магомедхан Магомедович
Магомедхан Магомедович Магомедов (27 січня 1998 , Кізлярський район, Дагестан ) — російський та азербайджанський борець вільного стилю, чемпіон Європи.

## Спортивні результати на міжнародних змаганнях

### Виступи на Олімпіадах
| Змагання                    | Збірна      | Вагова категорія          | Місце  |
| --------------------------- | ----------- | ------------------------- | ------ |
| Літні Олімпійські ігри 2024 | Азербайджан | вільна боротьба, до 97 кг | Бронза |

### Виступи на Чемпіонатах світу
| Змагання                        | Збірна      | Вагова категорія          | Місце  |
| ------------------------------- | ----------- | ------------------------- | ------ |
| Чемпіонат світу з боротьби 2022 | Азербайджан | вільна боротьба, до 97 кг | Бронза |
| Чемпіонат світу з боротьби 2023 | Азербайджан | вільна боротьба, до 97 кг | Срібло |

### Виступи на Чемпіонатах Європи
| Змагання                         | Збірна      | Вагова категорія          | Місце  |
| -------------------------------- | ----------- | ------------------------- | ------ |
| Чемпіонат Європи з боротьби 2022 | Азербайджан | вільна боротьба, до 97 кг | Золото |
| Чемпіонат Європи з боротьби 2023 | Азербайджан | вільна боротьба, до 97 кг | Срібло |
| Чемпіонат Європи з боротьби 2024 | Азербайджан | вільна боротьба, до 97 кг | Срібло |

### Виступи на інших змаганнях
| Змагання                                    | Збірна      | Вагова категорія          | Місце  |
| ------------------------------------------- | ----------- | ------------------------- | ------ |
| Турнір Олександра Медведя 2017              | Росія       | вільна боротьба, до 97 кг | Срібло |
| Інтерконтинентальний кубок з боротьби 2017  | Росія       | вільна боротьба, до 97 кг | Бронза |
| Міжнародний турнір Дінмухамеда Кунаєва 2017 | Росія       | вільна боротьба, до 97 кг | Бронза |
| Турнір Алі Алієва 2018                      | Росія       | вільна боротьба, до 97 кг | Золото |
| Міжнародний турнір Дінмухамеда Кунаєва 2019 | Росія       | вільна боротьба, до 97 кг | Срібло |
| Турнір Аланії з боротьби 2019               | Росія       | вільна боротьба, до 97 кг | 5      |
| Гран-прі «Іван Яригін» 2020                 | Росія       | вільна боротьба, до 97 кг | Срібло |
| Чемпіонат Росії з боротьби 2020             | Росія       | вільна боротьба, до 97 кг | 13     |
| Гран-прі «Іван Яригін» 2021                 | Росія       | вільна боротьба, до 97 кг | Золото |
| Турнір Алі Алієва 2021                      | Росія       | вільна боротьба, до 97 кг | 6      |
| Турнір Дана Колова — Николи Петрова 2022    | Азербайджан | вільна боротьба, до 97 кг | Золото |
| Меморіал Маттео Пелліконе 2022              | Азербайджан | вільна боротьба, до 97 кг | 7      |
| Відкритий чемпіонат Загреба з боротьби 2023 | Азербайджан | вільна боротьба, до 97 кг | Бронза |
| Меморіал Імре Поляка та Яноша Варги 2023    | Азербайджан | вільна боротьба, до 97 кг | Срібло |
| Меморіал Імре Поляка та Яноша Варги 2024    | Азербайджан | вільна боротьба, до 97 кг | Срібло |

### Виступи на змаганнях молодших вікових груп
| Змагання                                      | Збірна | Вагова категорія          | Місце  |
| --------------------------------------------- | ------ | ------------------------- | ------ |
| Чемпіонат світу з боротьби серед юніорів 2018 | Росія  | вільна боротьба, до 97 кг | Золото |